# Phoradendron pascoi
Phoradendron pascoi är en sandelträdsväxtart som beskrevs av Kuijt. Phoradendron pascoi ingår i släktet Phoradendron och familjen sandelträdsväxter. Inga underarter finns listade i Catalogue of Life.